# Перекрёсток часов
«Перекрёсток часов» (фр. Carrefour de l'Horloge), в 1974―2015 гг. известный как «Клуб часов» (Club de l'Horloge, «Клуб Орлож») ― французский аналитический центр национально-либеральной направленности, основанный в 1974 году под руководством Анри де Лескена. Часто причисляется наблюдателями к ультраправым организациям. Занимается продвижением «интегральной неодарвинистской» философии, экономического либерализм и этнического национализма.
Аналитический центр появился в результате раскола в другом ультраправом think-tank под названием GRECE, произошедшего в 1974―1979 годах. Перекрёсток часов и по сей день имеет много общего с «новыми правыми» из GRECE, хотя и выделяется своей приверженностью к католицизму и экономическому либерализму. Как и новые правые, представители Перекрёстка часов придерживаются метаполитической стратегии для распространения своих идей в обществе; однако при этом отдают предпочтение более прямым методам политической борьбы: они присоединяются к основным партиям, занимают высшие государственные должности, вырабатывают универсальные политические программы, чтобы повлиять на ход общественных дебатов. Группа и её члены ввели в оборот такие термины, как «национальное предпочтение» и «ре-информация», а также и участвовали в популяризации концепций «великого замещения» и «реиммиграции» во Франции.

## История

### Предыстория: 1968―1973 гг.
Происхождение Перекрёстка часов можно проследить к «Кружку Парето» (Cercle Pareto) ― студенческому клубу, созданному в Science Po учащимися, связанными с GRECE ― этнонационалистическим think-tank, основанным в январе 1968 года Аленом де Бенуа и другими ультраправыми активистами. Кружок Парето был основан в конце того же года Иваном Бло и другими студентами, враждебно настроенными по отношению к выступлениям левых в мае 1968 года. Вскоре к нему присоединились Жан-Ив Ле Галлу (1969), Гийом Фай (1970), Даниэль Гарриг и Жорж-Анри Буске.
Зимой 1970 года в их сообществе было около тридцати членов. Многие из основателей Перекрёстка часов встречались на кампусе элитной Национальной школы администрации (ENA) в период с 1972 по 1974 год; среди них были Ле Галлу, Анри де Лескен, Жан-Поль Антуан, Дидье Мопа и Бернар Мазен. В 1973 году трое членов кружка ― Бло, Ле Галлу и Мазен, ― попытались убедить де Бенуа заняться политическим активизмом, от чего он категорически отказался.

### Возникновение: 1974―1979 гг.
Перекрёсток часов изначально был известен как «Клуб часов». Объединение было основано 10 июля 1974 года Жан-Ивом Ле Галлу, Иваном Бло, Анри де Лескеном, Даниэлем Гарригом и другими правыми активистами. Все они в своё время окончили престижные университеты и решили основать аналитический центр, который бы распространял националистические идеи в общественной сфере и служил связующим звеном между GRECE, публичной политикой и высшими государственными учреждениями Франции. В 1975 году к клубу присоединился Брюно Мегре, лидер ультраправой партии «Национальное республиканское движение».

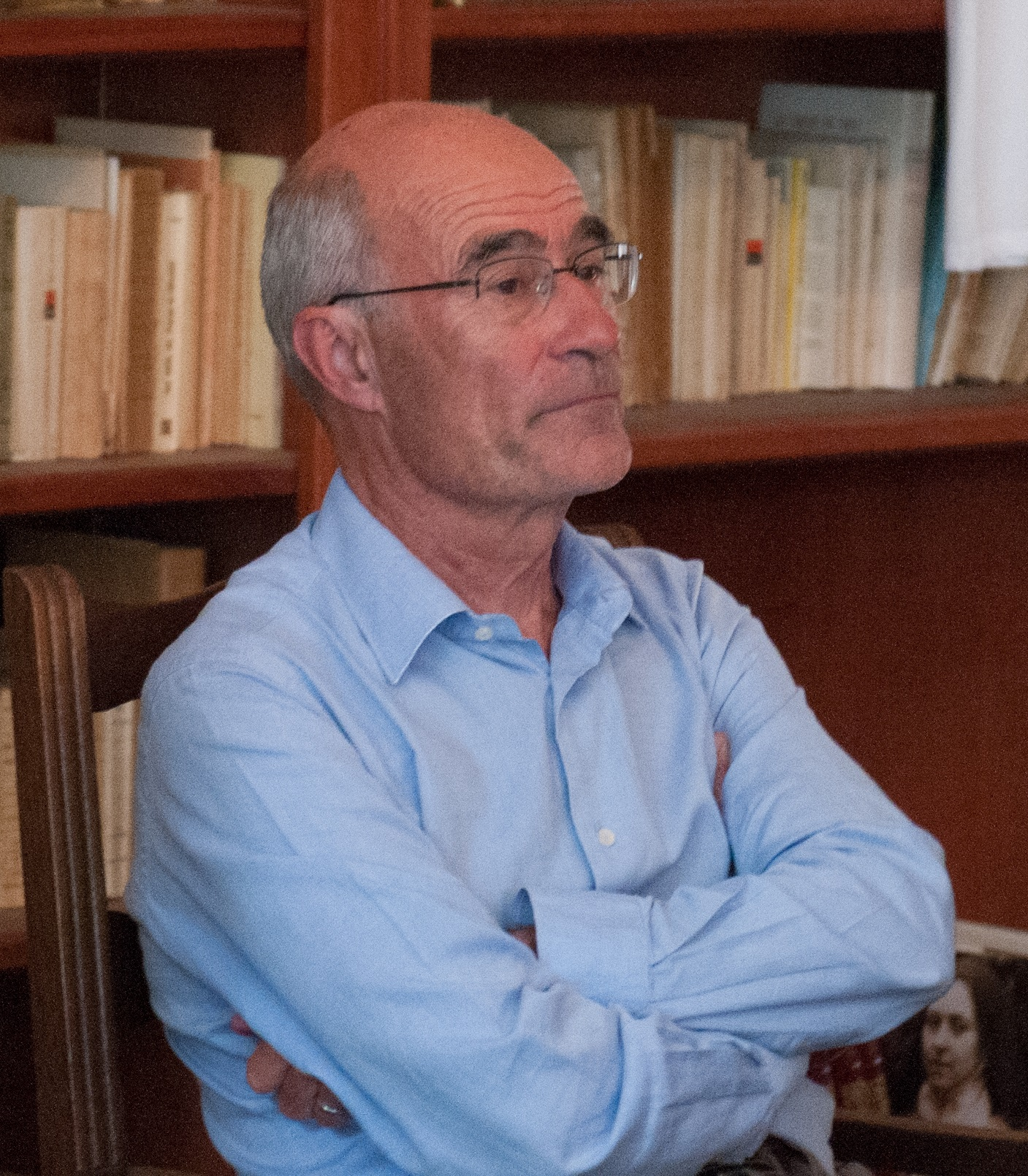
Жан-Ив Ле Галлу, видный член Перекрёстка часов.

С 1975 года Ле Галлу был сотрудником в Министерстве внутренних дел, где он пытался распространять свои политические идеи в административных отчётах. Так, когда он занимался прикладными политическими исследованиями на тему социальных проблем города Шантелуп-ле-Винь, Ле Галлу подготовил отчёт, в которым связал их с иностранными мигрантами, хотя его начальство не согласилось с его доводами. Однако, в марте 1976 года Ле Галлу удалось опубликовать в журнале Administration статью об «экономической оценке иммиграции», которая была разослана всем префектам Франции. В этой статье, написанной им в соавторстве с Филиппом Бакку, иммиграция описывается как явление «[создающее] столько же или даже больше проблем в долгосрочной перспективе, сколько она решает». В ней же подчёркиваются «этнокультурные» барьеры на пути интеграции мигрантов: «в будущем трудовые резервы будут расположены в самых отдалённых странах, население которых потенциально наименее склонно к ассимиляции».
В период с 1974 по 1982 год Клуб приглашал на свои конференции многочисленных высокопоставленных государственных служащих и политиков, которые составляли половину присутствующих, а остальные места занимали журналисты, учёные и бизнесмены. Среди приглашённых были Ив Гена, Мишель Жобер, Филипп Мало, Пьер Мазо, Раймон Марселлен, Мишель Дебре, Жан Леканюэ, Ален Мадлен, Мишель Понятовски, Рене Монори, Жан-Марсель Жаннени, Морис Кув де Мюрвиль, Эдгар Фор, Ален Жюппе, Лионель Столеру, Жан-Луи Жергорин и другие.
В 1970-е годы аналитический центр какое-то время находился под покровительством министра внутренних дел Франции Мишеля Понятовски. В период с 1974 по 1978 год развитие идей нативизма в публичном дискурсе Понятовски можно частично отнести к влиянию клуба и «новых правых» в целом. В своей книге «Будущее нигде не написано» (L'avenir n'est écrit nulle part), опубликованной в 1978 году, он пишет следующее: «От Индии до Исландии  почти все белые народы имеют одинаковое культурное происхождение и этническое родство, подтверждённое определённым распространением групп крови». Однако, за исключением Ивана Бло, который служил генеральным инспектором в Министерстве внутренних дел при Понятовски и Кристиане Бонне, членам клуба не удалось добиться каких-либо важных государственных постов. Сообщество практически не смогло оказать какого-либо влияния на иммиграционную политику французского правительства.
Сочинение «Политика жизни» (La Politique du vivant), опубликованное в 1979 году стараниями де Лескена, основано на теориях GRECE по социобиологии, генетическому детерминизму и социальному дарвинизму. В том же году Анри де Лескен был приглашен на телевидение в качестве гостя на литературном ток-шоу «Апострофы», чтобы обсудить новых правых. Однако в целом кампания в СМИ против новых правых в целом и против клуба де Лескена в частности, критиковавшая их и французских властей за «вишистские симпатии», нанесла им большой ущерб их публичной репутации.
Идеологическую повестку клуба в этот период можно определить как синкретизм неолиберализма, правого национализма и евгенистических доктрин. Их приверженность либерализму постепенно вступала в противоречие с философией GRECE и, в частности, с воззрениями де Бенуа, который связывал либеральную идею с американизмом и материализмом. За этим последовал и отказ от долгосрочной метаполитической стратегии де Бенуа и GRECE (Ле Галлу и Бло были бывшими членами данного объединения). Анри де Лескен и его сторонники стремились как можно скорее достичь практических результатов своей борьбы, и поэтому решились придерживаться тактики энтризма, внедряясь в крупные правые политической партии того периода, «Объединение в поддержку республики» (RPR) и «Союз за французскую демократию» (UDF). С 1979–1980 годов Перекрёсток часов дистанцировался от неоязычества и антикапитализма GRECE, продвигая вместо них форму экономического либерализма, совмещаемую с этническим национализмом.

### Клуб часов: 1980–2014 гг.

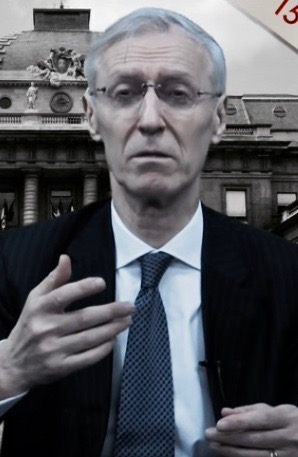
Анри де Лескен, нынешний президент клуба и провокационный блогер, один из главных защитников концепции «реиммиграции» во Франции

Энтристская стратегия клуба вскоре начала давать свои плоды: в 1980-х годах Ле Галлу вошёл в UDF, а  многие другие ведущие члены объединения, такие как Мегрэ (1975―1982), де Лескен (1977―1985) и Бло (1979―1988) уже состояли в RPR. Ле Галлу, по мере роста собственного влияния, разработал и занимался продвижением концепции «национального предпочтения», а также служил связующим звеном между клубом и Национальным фронтом (FN), к которому он присоединился в 1985 году.
Перекрёсток часов учредил в 1990 году «премию Лысенко», названную в честь советского псевдоучёного-биолога Трофима Лысенко. С тех пор эта сатирическая награда ежегодно присуждается общественному деятелю, который, по мнению клуба, «своими идеологическими методами и аргументами внёс свой вклад в распространение научной или исторической дезинформации». Бруно Мегрэ в 1997 году ввёл в оборот понятие «реинформация» для обозначения сообщений от националистических новостных агентств, находящихся в оппозиции к мейнстримным СМИ. Ныне этот термин широко используется ультраправыми медийными ресурсами во Франции.

### Переименование и возрождение: 2015 ― настоящее время
В сентябре 2015 года Клуб часов был переименован в Перекрёсток часов и объединен с более мелкими ассоциациями ― Голос французов (Voix des Français), «Возрождение 95» (Renaissance 95), «SOS-идентичность» (SOS Identité) и «Объединенное движение за союз правых» (Mouvement associatif pour l'union de la droite).
Первая встреча членов клуба под новым названием состоялась 16 января 2016 года. На ней присутствовали Шарль Бегбедер, Кристиан Ваннест, Иван Бло, Анри де Лескен и Жан-Ив Ле Галлу. В 2017 году при участии членов клуба была основана Национал-либеральная партия (PNL), поставившая своей целью восстановление традиционных французских ценностей и продвижения либеральной экономической повестки. Во время президентских выборов 2017 года Филипп Бакку, один из видных членов клуба, был одним из самых влиятельных политических советников кандидата от Национального фронта Марин Ле Пен.
Президент Перекрёстка часов Анри де Лескен ведёт канал на YouTube, насчитывающий несколько миллионов просмотров, популяризуя концепции «реиммиграции» и расиалистические теории, основанных на работах антрополога Карлтона С. Куна..

## Взгляды
Перекрёсток часов признаёт двенадцать мыслителей своими «наставниками»:
- философия: Эдмунд Бёрк, Ипполит Тэн, Жюльен Фройнд;
- экономика: Фридрих Хайек, Людвиг фон Мизес;
- социология: Гюстав Ле Бон, Арнольд Гелен, Вильфредо Парето, Жюль Моннеро;
- право: Карл Шмитт;
- биология: Конрад Лоренц и Жак Моно.

Основатели клуба изначально изначально вдохновлялись идеями социального дарвинизмом, а постепенно перешли на позиции неолиберализма и расиализма, создав «интегральный неодарвинизм». В 2010-х годах аналитический центр занимался продвижением экономического либерализма, национализма и прямой демократии. Политолог Фиамметта Веннер в 2006 году назвала клуб обителью национал-радикалов.
Развитие теорий либеральной национальной экономики в 1970-х годах привело к доктринальному разрыву с GRECE, которая осуждала экономический либерализм как начало, «[разрушающее] коллективную идентичность и "укоренённые" культуры и [...] являющееся источником унификации». Однако приверженность общей цели защиты коллективной идентичности позволила Перекрёстку часов и GRECE оперировать в качестве различных фракций более широкого движения новых правых. По словам Тамир-Барона, «неолиберальный гиперкапитализм, поддерживаемый Клубом часов, напоминает идеи Фридриха Хайека и Милтона Фридмана, а также политическую практику англо-американских новых правых, а именно такие как тэтчеризм и рейганомику. Англосаксонский неолиберализм часто называют "главным врагом" европейских новых правых, которые яростно критикуют Соединённые Штаты именно за приверженность его практикам, и сами США рассматриваются ими как главные выразители этого материалистического мировоззрения».
Члены клуба являются сторонниками прямой демократии и теоретизировали концепт референдума гражданской инициативы ещё в 1986 году. В следующем году Иван Бло внёс в нижнюю палату французского парламента законопроект, разрешающий проведение референдумов по народным инициативам, но не получил достаточной поддержки. Клуб восхваляет «здравый смысл народа», который противопоставляется ими тому, что они называют «конфискацией демократии» со стороны оторванных от корней элит. Идеи Бло оказали влияние на политическую программу Национального фронта, который и поныне продвигает имидж «лучших защитников демократии».

## Премия Лысенко
С 1990 года Перекрёсток часов присуждает сатирическую «премию Лысенко» лицам, «внёсшим наибольший вклад в научную и историческую дезинформацию, используя идеологические методы и аргументы».

## Известные члены
- Анри де Лескен
- Жан-Ив Ле Галлу
- Иван Бло
- Брюно Мегре
- Ален Мадлен[44]
- Жерар Лонге[44]
- Пьер Шоню
- Даниэль Гарриг
- Жюль Моннеро
- Акилле Дофин-Менье
- Франк Жилар
- Кристиан Нойер
- Анри де ла Бастид
- Кристиан Ваннест
- Ив-Тибо де Сильги
- Маривонн де Сен-Пульжан
- Паскаль Лоро
- Иван Дюран
- Пьер Дебре-Ритцен